# Шильтбергер, Иоганн
Иога́нн (Ганс, Иоганнес)  Ши́льтбергер (нем. Johannes Schiltberger; 9 мая 1381, Холлерн близ Лохофа, неподалёку от Фрайзинга — около 1440 или 1450, Фобург) — немецкий солдат и путешественник из Баварии, автор записок (нем. Reisebuch) о пребывании в плену у турок и монголов. 

Герб маршалов фон Шильтберг

## Биография
Родился 9 мая 1381 года, возможно, в Холлерне (нем. Hollern) близ Лохофа (нем. Lohof), между Мюнхеном и Фрайзингом (совр. Унтершлайсхайм, округ Верхняя Бавария). Происходил из старинного, но обедневшего рыцарского рода, известного с 1031 года. Предки его были маршалками, издавна служившими графам Виттельсбахам, и владели замком в Шильтберге близ Айхаха.

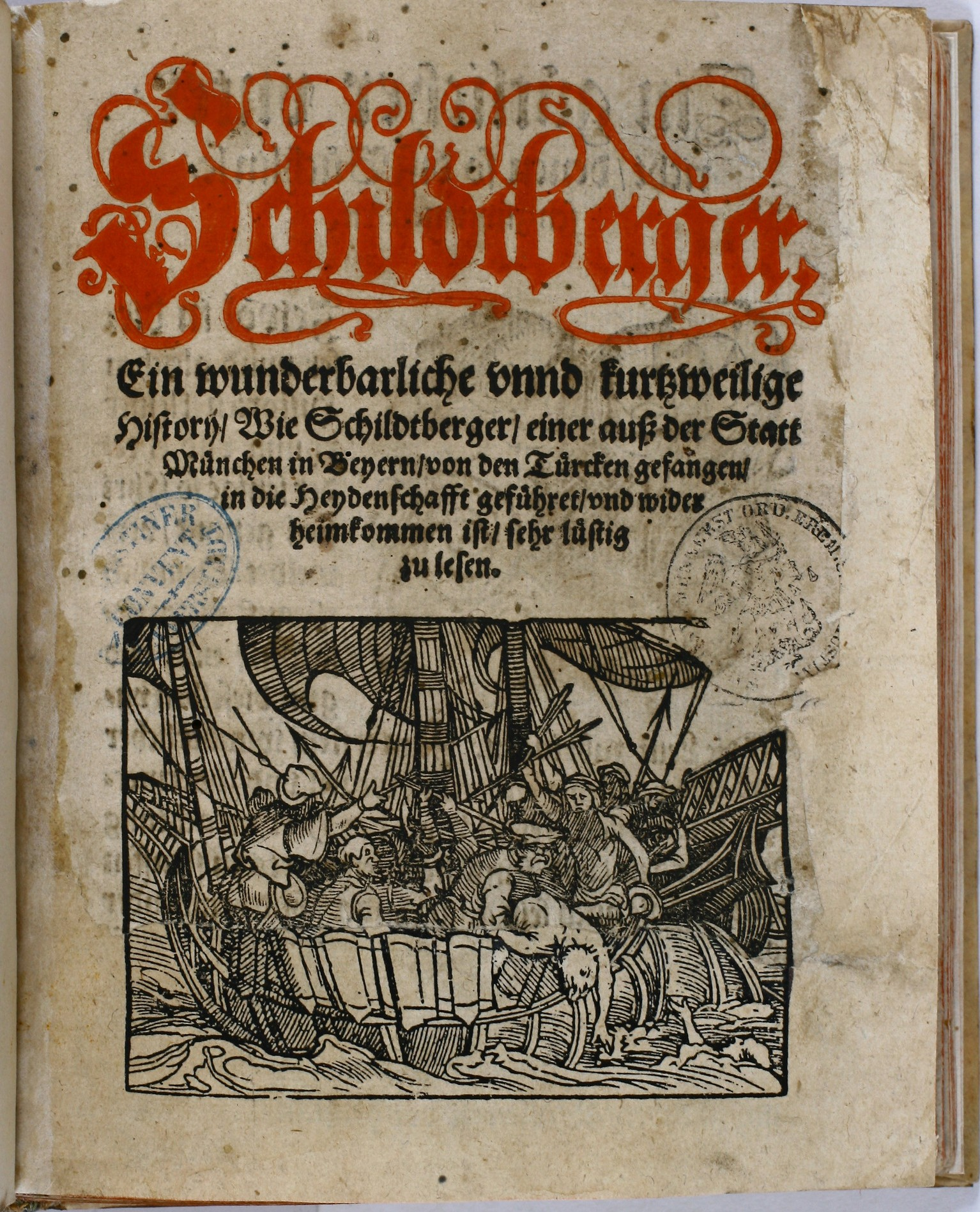
Титульный лист франкфуртского издания записок Шильтбергера 1570 г.

Служил оруженосцем у рыцаря Линхарта Рехартингера, вместе с которым участвовал в крестовом походе Сигизмунда Люксембургского на турок и неудачной для европейских крестоносцев битве при Никополе 28 сентября 1396 года. Попал в плен к османам, став рабом, а затем служил в личной свите султана Баязида I и его сыновей. После разгрома войск Баязида Тамерланом у Анкары 20 июля 1402 года он попал в плен теперь уже к Тамерлану, затем находился у его сына Шахруха, правителя Герата. 
Вскоре Шахрух подарил его в качестве раба своему брату Миран-шаху, владевшему Персией и Арменией, но в 1408 году погибшему в сражении с правителем туркоманов Кара-Юсуфом. Сын Миран-шаха Абу-Бакр укрывал у себя при дворе в Тебризе претендента на золотоордынский престол Чокре, и когда хан Едигей предложил последнему вернуться в Сарай, царевич взял с собою в свите пять пленных христиан, включая Шильтбергера. Через Грузию, Ширван, Дербент и Астрахань они достигли «Великой или Белой Татарии» на Волге, где способный немец подарен был Едигею, который взял его с собой во время одного из походов в Сибирь.
Всего Шильтбергер провёл «среди язычников» более 30 лет, внимательно наблюдая и, по-видимому, записывая кое-что из увиденного. В 1427 году он бежал из рабства в Мингрелии, сумев вместе с четырьмя другими христианами сесть в Трабзоне на «франкский корабль», а затем через Константинополь, болгарские, молдавские, валашские земли, Львов, Краков, Вроцлав, Регенсбург и Ландсхут вернуться в Баварию. За годы своих странствий посетил Грецию, Малую Азию, Персию, Грузию, Армению, Азербайджан, Золотую Орду, Урал, Сибирь, Крым, Среднюю Азию. 
Вернувшись в Баварию, Иоганн Шильтбергер служил камергером у герцога Альбрехта III Благочестивого. Предполагается, что скончался он около 1440 или 1450 года, возможно, в Фобурге (совр. округ Верхняя Бавария). Потомки его известны были ещё во второй половине XIX века, получив в 1878 году право называться «маршалками фон Шильтберг».

## Записки
Вскоре после своего освобождения Шильтбергер сумел записать свои воспоминания на баварском диалекте средневерхненемецкого языка, в основном опираясь на память, но также, возможно, используя какие-то заметки, сделанные в плену. Не исключено, что в этом ему помогал образованный современник, близкий ко двору герцога Альбрехта III.
Записки Шильтбергера сохранились в нескольких десятках рукописей, большинство из которых фрагментарны или имеют лакуны, наиболее полные хранятся в собраниях Баварской государственной библиотеки в Мюнхене, Земельной библиотеки Бадена в Карлсруэ, Национальной и университетской  библиотеки Страсбурга, Библиотеки университета Гейдельберга и Библиотеки герцога Августа в Вольфенбюттеле. 
Историческая достоверность записок Шильтбергера, очевидно, элементарно грамотного и любознательного, но необразованного человека, путающегося в именах и датах, нестрогого к географии и склонного к явным преувеличениям (так, в сражении при Никополе 1396 г. у него христианское войско насчитывает всего 16 000 чел., а в битве при Анкаре 1402 г. султан Баязид I располагает, ни много ни мало, 1 400 000 воинами, а его противник Тамерлан — 1 600 000 и 32 слонами), заслуженно подвергалась сомнению уже учёными XIX — первой половины XX века, например, известным востоковедом В. В. Бартольдом. Некоторые исследователи вроде М. А. Полиевктова и вовсе отказывали в достоверности наивным рассказам «неграмотного баварского солдата», местами описывавшего далёкие земли явно с чужих слов. Немецкие историки первой пол. XX в. С. Гюнтер и Р. Хенниг справедливо отметили, что сочинение Шильтбергера, за которым в Германии давно утвердилось прозвище «немецкого Марко Поло», представляет намного большую ценность для изучения личности Тамерлана, чем для истории географических открытий. 
Следует, однако, отметить наличие в записках баварского рыцаря оригинальной историко-этнографической информации, не встречающейся в других источниках, а также очевидный интерес автора к обычаям народов, встречавшихся ему на пути за годы странствий. 
Отдельные рассказы Шильтбергера, достоверность которых вызывает обоснованные сомнения у скептиков, некритически использовались рядом учёных новейшего времени. В частности, исследовавший проблему «реликтового гоминоида» советский антрополог и этнограф Б. Ф. Поршнев принимал на веру его сообщение о том, что в восточных отрогах Тянь-Шаня «живут дикие люди, не имеющие постоянных жилищ, тело же их, за исключением рук и лица, покрыто волосами; они скитаются в горах наподобие других животных, питаются листьями, травой и чем придется. Владетель упомянутой страны подарил хану [Едигею] двоих диких людей — мужчину и женщину, которых поймал в горах…»

## Рукописи и издания
Впервые записки Шильтбергера были напечатаны в 1475 году в Майнце, затем в 1477 году в Аугсбурге, с 15 гравюрами в тексте. Похождения и приключения баварского рыцаря, изложенные простым и безыскусным языком, но разбавленные различными выдумками, баснями и рассказами о чудесах, пользовались большим успехом и уже в том же XV веке выдержали 4 переиздания (3 без даты и одно в 1494 году). Первые издатели разделили их на 67 глав; главы с 4-й по 29-ю содержат историографическое введение и топографические сведения о землях, в которых побывал автор, собственно же описание путешествия занимает главы с 30-й по 66-ю.
Научное изучение сочинения Шильтбергера началось в XIX столетии. В 1859 году оно издано было в Мюнхене под редакцией Карла Фридриха Неймана, под заглавием: «Reisen des Johannes Schiltberger aus München in Europa, Asia und Afrika von 1394 bis 1427», затем в 1885 году в Тюбингене в серии «Библиотека литературной ассоциации Штутгарта» под редакцией Валентина Лангмантеля, посвятившего их автору обстоятельную статью в 31 томе «Всеобщей немецкой биографии» (1890).
В 1867 году в Одессе вышел первый русский перевод записок, подготовленный профессором всеобщей истории Новороссийского университета Филиппом Бруном, несколько раз переиздававшийся в царской России и в СССР, а в 1879 году они опубликованы были в Лондоне под заглавием «The bondage and travels of Johann Schiltberger». 
В 1984 году «Путешествие по Европе, Азии и Африке» было издано в Баку под редакцией азербайджанского историка З. М. Буниятова. Последний опустил главы 63 — 66 рукописи, всего приблизительно двадцать страниц, относящихся к Армении и армянам, и частично изменил текст. В бакинском издании оригинальный текст немецкого путешественника был тщательно «вычищен». Так, например, было полностью удалено упоминание о том, что земля Карабах «...лежит в Армении, тем не менее она принадлежит язычникам, которым армянские селения принуждены платить дань…»
В 2012 году в Ереване увидело свет полное издание «Путешествия» в переводе Ф. К. Бруна, отредактированное А. М. Налбандяном.

## Публикации
- Путешествие Ивана Шильтберхера по Европе, Азии и Африке с 1394 по 1427 г. / Пер. с нем. и примеч. Ф. К. Бруна // Записки императорского Новороссийского университета. — Том 1. — Одесса, 1867.
- Шильтбергер Иоганн. Путешествия по Европе, Азии и Африке с 1394 года по 1427 год / Пер. Ф. К. Бруна. Под. ред. А. М. Налбандяна. — Ереван: Айагитак, 2012. — 312 с. — ISBN 978-9939-823-14-0.
- Langmantel V. (Hrsg.) Hans Schiltberger Reisebuch. — Tübingen, 1885. — 200 s. — (Bibliothek des literarischen Vereins in Stuttgart, CLXXII).
- Johannes Schiltberger. Als Sklave im Osmanischen Reich und bei den Tataren: 1394—1427. — Stuttgart: Thienemann Press, 1983.

### Научная
- Шильтбергер, Иоганн // Энциклопедический словарь Брокгауза и Ефрона : в 86 т. (82 т. и 4 доп.). — СПб., 1890—1907.
- Хенниг Рихард. Приключения Ганса Шильтбергера во время путешествий по Востоку в качестве раба // В кн.: Хенниг Р. Неведомые земли / Пер. с нем. А. В. Лисовской. Под ред. И. П. Магидовича. — Т. III. — М.: Иностранная литература, 1962. — С. 390-396.

- Langmantel Valentin. Schiltberger, Hans // Allgemeine Deutsche Biographie. — Band 31. — Leipzig: Duncker & Humblot, 1890. — S. 262-264.
- Homann Hans Dieter. Schiltberger, Johannes // Lexikon des Mittelalters. — Band 7. — Stuttgart; Weimar: Metzler, 1999. — Sp. 1465-1466. — ISBN 3-476-01742-7.
- Tremmel Markus. Schiltberger, Hans (Johann) // Neue Deutsche Biographie. — Band 22. — Berlin: Duncker & Humblot, 2005. — S. 773-774. — ISBN 3-428-11203-2.
- Ruge Nikolaus. Schiltberger, Hans // Deutsches Literatur-Lexikon. Das Mittelalter. — Band 3: Reiseberichte und Geschichtsdichtung, hrsg. von Wolfgang Achnitz. — Berlin; Boston: de Gruyter, 2012. — Sp. 594-596. — ISBN 978-3-598-44141-7.

### Художественная
- Балязин В. Н. Посох пилигрима. — М.: Терра, 1997. — 368 с. — (Рыцари). — ISBN 5-300-00931-8.
- Балязин В. Н. Ветер странствий. — М.: ОЛМА Медиа Групп, 2010. — 208 с. — (Исторические книги В. Н. Балязина). — ISBN 978-5-373-02828-8.